# بافت کرامپون
بافت کرامپون (انگلیسی: Buffet Crampon) شرکت تجهیزات موسیقی فرانسوی است، که در سال ۱۸۲۵ تأسیس شد.